# Christian Serratos
Christian Serratos, egentligen Christian Marie Bernardi, född 21 september 1990 i Pasadena, Kalifornien, är en amerikansk skådespelare, mest känd som Angela Weber i Twilight, Rosita Espinosa i The Walking Dead, Suzie Crabgrass i Ned's Declassified School Survival Guide och Selena i Selena: The Series.

## Biografi

### Uppväxt
Serratos är född och uppvuxen i Kalifornien. Hennes mor var smyckesdesigner med mexikansk härkomst, och hennes far var byggnadsarbetare av italiensk härkomst. Vid sju års ålder började hon arbeta med Ford Modeling Agency. Hon började utöva konståkning när hon var tre år och fortsatte med att tävla i det. Hon har sagt: "Mina tränare talade om OS och det var verkligen galet. Nu jag gör det bara för skojs skull".

### Karriär
Serratos spelade Suzie Crabgrass i Nickelodeons serie Neds Declassified School Survival Guide, som sändes mellan 2004 och 2007.
Serratos roll som Angela Weber i Twilight gav henne ett pris på 30th Young Artist Awards för bästa unga biroll. Serratos repriserade rollen i Twilights uppföljare The Twilight Saga: New Moon, The Twilight Saga: Eclipse och The Twilight Saga: Breaking Dawn - Part 1. År 2011 framträdde hon i The Black Keys musikvideo för deras låt "Howlin' for You".
Hon blev rankad som nummer 65 på Maxims "Hot 100"-lista 2010.
Hon spelade Rosita Espinosa i den fjärde säsongen av AMC:s serie The Walking Dead, där hon först medverkar i slutet av det 10:e avsnittet "Inmates", och därefter har en fortsatt roll i seriens femte säsong.

### Privatliv
Serratos är vegetarian. Hon har ställt upp i ett antal av PETA:s kampanjer för en vegansk livsstil.

## Filmografi

### Filmer
| År   | Titel                                     | Roll           | Notering   |
| ---- | ----------------------------------------- | -------------- | ---------- |
| 2006 | Cow Belles                                | Heather Perez  | TV-film    |
| 2008 | Twilight                                  | Angela Webber  |            |
| 2009 | The Twilight Saga: New Moon               | Angela Weber   |            |
| 2010 | The Twilight Saga: Eclipse                | Angela Weber   |            |
| 2011 | 96 Minutes                                | Lena           |            |
| 2011 | The Twilight Saga: Breaking Dawn - Part 1 | Angela Weber   |            |
| 2011 | Howlin' for You                           | Cleo           | Musikvideo |
| 2011 | Pop Star                                  | Roxie Santos   |            |
| 2012 | 7500                                      | Raquel Mendoza |            |
| 2013 | Broken Doll                               | Tori           |            |

### TV-Serier
| År          | Titel                                    | Roll            | Notering                                   |
| ----------- | ---------------------------------------- | --------------- | ------------------------------------------ |
| 2004–2007   | Ned's Declassified School Survival Guide | Suzie Crabgrass | Återkommande roll: 44 avsnitt              |
| 2005        | Zoey 101                                 | Tjej #1         | Avsnitt: "School Dance"                    |
| 2006        | Sjunde himlen                            | Receptionist    | Avsnitt: "Broken Hearts and Promises"      |
| 2007        | Hannah Montana                           | Alexa           | Avsnitt: "The Idol Side of Me"             |
| 2011        | American Horror Story: Murder House      | Becca           | Avsnitt: "Pilot"                           |
| 2011 – 2012 | The Secret Life of the American Teenager | Raven           | 9 avsnitt                                  |
| 2014 – idag | The Walking Dead                         | Rosita Espinosa | Återkommande: Säsong 4 Huvudroll: Säsong 5 |